# Sucre (Ecuador)
Sucre ist eine Kleinstadt und eine Parroquia urbana im Kanton 24 de Mayo der ecuadorianischen Provinz Manabí. Die Parroquia besitzt eine Fläche von 196,8 km². Die Einwohnerzahl lag im Jahr 2010 bei 13.426. Davon lebten 4799 Einwohner im urbanen Bereich von Sucre. Die Parroquia Sucre wurde am 19. Dezember 1871 im Kanton Jipijapa gegründet. Namensgeber war der südamerikanische Unabhängigkeitskämpfer Antonio José de Sucre. Am 15. Februar 1945 wurde der Kanton 24 de Mayo eingerichtet und Sucre dessen Verwaltungssitz.

## Lage
Der 121 m hoch gelegene Hauptort Sucre befindet sich in der Cordillera Costanera am Río Sucre, ein linker Nebenfluss des Río Portoviejo. Sucre befindet sich 25 km südlich der Provinzhauptstadt Portoviejo sowie 37 km von der Pazifikküste entfernt. Eine Nebenstraße führt von Portoviejo über Sucre nach Paján. Das südliche Drittel des Verwaltungsgebietes wird über den Río Puca, ein Nebenfluss des Río Daule, nach Süden entwässert. Das nördliche Drittel gehört wird über den Río Sucre nach Norden zum Rìo Portoviejo entwässert.
Die Parroquia Sucre grenzt im Norden und im Nordosten an Santa Ana (Kanton Santa Ana), im Südosten an die Parroquia Bellavista, im Süden an die Parroquia Noboa sowie im Westen an Jipijapa (Kanton Jipijapa).